# Jatiprahu
Jatiprahu is een bestuurslaag in het regentschap Trenggalek van de provincie Oost-Java, Indonesië. Jatiprahu telt 4550 inwoners (volkstelling 2010).